# Michael Chabon
Michael Chabon (n. 24 mai 1963) este un scriitor american.

## Opera

### Romane
- The Mysteries of Pittsburgh (1988)
- Wonder Boys (1995)
- The Amazing Adventures of Kavalier & Clay (2000)
- The Final Solution (2004)
- The Yiddish Policemen's Union (2007)
- Gentlemen of the Road (2007)
- Telegraph Avenue (2011?)

### Ficțiune pentru tineri adulți
- Summerland (2002)

### Colecții de povestiri
- A Model World and Other Stories (1991)
- Werewolves in Their Youth (1999)

### Colecții de eseuri
- Maps and Legends (2008)
- Manhood for Amateurs (octombrie 2009)[25]